# Шакриз
Шакри́з (фр. Chacrise) — коммуна во Франции, находится в регионе Пикардия. Департамент коммуны — Эна. Входит в состав кантона Виллер-Котре. Округ коммуны — Суасон.
Код INSEE коммуны — 02154.

## Население
Население коммуны на 2010 год составляло 312 человек.
| 1962 | 1968 | 1975 | 1982 | 1990 | 1999 | 2010 |
| ---- | ---- | ---- | ---- | ---- | ---- | ---- |
| 347  | 288  | 240  | 296  | 320  | 339  | 312  |

## Экономика
В 2010 году среди 216 человек трудоспособного возраста (15—64 лет) 154 были экономически активными, 62 — неактивными (показатель активности — 71,3 %, в 1999 году было 66,5 %). Из 154 активных жителей работали 142 человека (79 мужчин и 63 женщины), безработных было 12 (4 мужчины и 8 женщин). Среди 62 неактивных 9 человек были учениками или студентами, 24 — пенсионерами, 29 были неактивными по другим причинам.